# 双六小屋
双六小屋（すごろくごや）は、岐阜県高山市の双六岳と樅沢岳の鞍部にある山小屋。中部山岳国立公園内の飛騨山脈主稜線のルート上にあり、新穂高温泉方面の小池新道と笠ヶ岳からの稜線ルートとの交差点となっているため、利用者が多い小屋である。

## 概要
2014年（平成26年）より、著名な山岳写真家でもある二代目経営者・小池潜（ひそむ）から継いだ三代目・小池岳彦（たけひこ）が経営。小池はこの小屋の他に、わさび平小屋、鏡平山荘、黒部五郎小舎も経営している。小屋の北側は見晴らしが良く、鷲羽岳を間近に望める。小屋の南側の広い平坦な場所には、双六池があり、その北側がキャンプ指定地となっている。標高2,550 mのハイマツ帯で、多くの高山植物が見られる。また周辺のハイマツ帯にはライチョウが生息している。

### 営業期間
- 6月10日 - 10月20日（平成29年度）[1]
  - 小池新道途中にある鏡平山荘の営業は7月10日から。それより前の時期は弓折岳分岐へ登るトラバース道が使えないため、雪山登攀の技術と装備が必要になる。また、例年7月15日頃までは秩父沢・秩父小沢に橋がかからず、沢を高巻きする必要がある。
  - 周辺の小屋は当小屋より小屋閉め日が早い。鏡平山荘と三俣山荘は10月15日頃、黒部五郎小舎は9月30日頃まで。

### 収容人数
- 宿泊 200人
  - 営業期間外は冬期避難小屋が利用可能。利用の際は、料金を後日郵送する[2]。
- キャンプ指定地 テント60張り
  - 荒天時は強風が吹き抜ける地形に位置するため、利用困難になる場合がある。
  - 北アルプスの大部分は中部山岳国立公園内であり、キャンプ指定地以外での幕営は禁止されている。

### 主な施設
- 一般客室・個室・フロント・売店・談話室・食堂・簡易水洗トイレ・洗面所・乾燥室・自炊場
  - 一般利用者向けの入浴施設はない。
- 公衆衛星電話がある。また、談話室でNTTドコモ携帯電話の試行利用（2016年）、山岳Wi-Fi試行設置（2017年）がされている。
- 富山大学の夏山診療所が隣接。開設期間は7月25日頃 - 8月20日頃。
- 無料の給水施設があり、宿泊者以外も利用可能。

## 沿革
- 1935年（昭和10年）に、岐阜県吉城郡上宝村（現在の高山市）の村営小屋が開業（2階建て、20坪）[3]。
- 第二次世界大戦前後は、無人のまま放置され、小屋は荒れ果てた。
- 1950年（昭和25年）に、村会議員だった小池義清が村から経営を引き継ぐ。
- 1955年（昭和30年）に、小池義清らにより、新穂高温泉から、わさび平、大ノマ乗越を経由して、この小屋に達する小池新道を開設。
- 1957年（昭和32年）に、荷継ぎのための小屋をワサビ平に建設（現在のわさび平小屋]。
- 1962年（昭和37年）に、二代目経営者の小池潜が大学卒業後に、小屋の仕事に就く。
- 1965年（昭和40年）に、コーヒー豆を挽く器具一式を整えて、登山者に提供するようになった。
- 1980年（昭和55年）に、東側に一棟を増築。
- 1988年（昭和63年) に、花の山旅企画（わさび平小屋・鏡平山荘・双六小屋・黒部五郎小舎の共通パスポートを作り、圏内を大いに遊び楽しもうという企画）で「双六山楽共和国」建国。初代大統領には田中澄江が就任、双六小屋看板の題字を受ける。国鳥はライチョウ、国木はブナ、国獣はオコジョ、国花はクロユリを選定。
- 2008年（平成20年) より、ゴールデンウィークの営業を中止。前年の4月に小屋開け入山の際、キャリア25年以上のベテラン支配人が遭難死する事故を受けての措置[4]。
- 2016年（平成28年) に、月刊『山と渓谷』2016年1月号の特集で「泊まってよかった山小屋」第2位を獲得[5]。

## 近隣の山小屋
- 鏡平山荘
- わさび平小屋
- 笠ヶ岳山荘
- 槍ヶ岳山荘
- 三俣山荘
- 黒部五郎小舎

## 登山道
- 小池新道
- 裏銀座
- 西銀座ダイヤモンドコース

## 周辺の山
- 双六岳 - 三俣蓮華岳 - 鷲羽岳
- 樅沢岳 - 槍ヶ岳
- 弓折岳 - 抜戸岳 - 笠ヶ岳